# Campionato Dilettanti Tridentino 1958-1959
Il Campionato Nazionale Dilettanti 1958-1959 è stato il V livello del campionato italiano. A carattere regionale, fu il secondo campionato dilettantistico con questo nome, e il settimo se si considera che alla Promozione fu cambiato il nome assegnandogli questo.
Questi sono i gironi organizzati dalla Lega Regionale Venezia Tridentina per la regione Trentino-Alto Adige.

## Squadre partecipanti
| Squadra                | Città (provincia)    | Stagione 1957-1958 |
| ---------------------- | -------------------- | ------------------ |
| U.S. Alense            | Ala (TN)             |                    |
| U.S. Aquila            | Trento               |                    |
| S.S. Benacense         | Riva del Garda (TN)  |                    |
| U.S. Borgo             | Borgo Valsugana (TN) |                    |
| F.C. Bressanone/Brixen | Bressanone (BZ)      |                    |
| F.C. Brunico/Bruneck   | Brunico (BZ)         |                    |
| G.S. Lancia            | Bolzano              |                    |
| U.S. Mori              | Mori (TN)            |                    |
| S.S. Olivo             | Arco (TN)            |                    |
| U.S. Passirio          | Merano (BZ)          |                    |
| A.C. Piani             | Bolzano (BZ)         |                    |
| A.S. Virtus Don Bosco  | Bolzano              |                    |

## Classifica finale
|  | Pos. | Squadra           | Pt | G  | V  | N | P  | GF | GS | DR  |
|  | ---- | ----------------- | -- | -- | -- | - | -- | -- | -- | --- |
|  | 1.   | Passirio          | 33 | 22 | 14 | 5 | 3  | 44 | 24 | +20 |
|  | 2.   | Virtus Don Bosco  | 30 | 22 | 11 | 8 | 3  | 39 | 18 | +21 |
|  | 3.   | Olivo             | 28 | 22 | 11 | 6 | 5  | 39 | 21 | +18 |
|  | 4.   | Aquila            | 27 | 22 | 12 | 3 | 7  | 45 | 25 | +20 |
|  | 5.   | Alense            | 26 | 22 | 10 | 6 | 6  | 51 | 36 | +15 |
|  | 6.   | Borgo             | 22 | 22 | 9  | 4 | 9  | 29 | 36 | -7  |
|  | 7.   | Benacense 1905    | 21 | 22 | 8  | 5 | 9  | 34 | 33 | +1  |
|  | 8.   | Lancia            | 19 | 22 | 7  | 5 | 10 | 31 | 35 | -4  |
|  | 9.   | Brunico/Bruneck   | 17 | 21 | 7  | 3 | 11 | 27 | 37 | -10 |
|  | 10.  | Mori              | 16 | 21 | 5  | 6 | 10 | 20 | 32 | -12 |
|  | 11.  | Bressanone/Brixen | 15 | 22 | 6  | 3 | 13 | 17 | 38 | -21 |
|  | 12.  | Piani (-2)        | 4  | 20 | 2  | 2 | 16 | 15 | 56 | -41 |

Legenda:

      Ammesso alle finali nazionali.
      Retrocesso in Seconda Categoria.
Note:

Due punti a vittoria, uno a pareggio, zero a sconfitta.

## Verdetti finali
- Passirio ammesso alle finali interregionali.
- Passirio campione tridentino ma giudicato dalla FIGC non adatto al salto di categoria.
- Le partite Mori-Piani e Piani-Brunico sono state date perse ad entrambe le squadre.